# گ
Pour les articles homonymes, voir Gāf.
 (juin 2007).
Si vous disposez d'ouvrages ou d'articles de référence ou si vous connaissez des sites web de qualité traitant du thème abordé ici, merci de compléter l'article en donnant les références utiles à sa vérifiabilité et en les liant à la section « Notes et références ».
Gāf ou kāf ouvert trait suscrit est une lettre additionnelle de l'alphabet arabe. Elle n'est pas utilisée pour la transcription de l'arabe, mais peut l'être pour représenter le son consonne occlusive vélaire voisée [ɡ] dans l'écriture d'autres langues, dont le persan, le kurde ou le sindhi. Elle a aussi été utilisée en turc ottoman, en tatar de Crimée, en tchétchène et en lak.

## Utilisation
En arabe marocain et dans quelques dialectes occidentaux d’arabe algérien, le gāf est utilisé pour représenter la consonne occlusive vélaire voisée ; la variante du kāf à trois points, le kāf ouvert trois points suscrits ‹ ݣ ›, est plus souvent utilisée en arabe marocain. En arabe algérien et arabe tunisien, le qāf trois points suscrits ‹ ڨ › est couramment utilisé.
En pashto, ‹ گ › représente une consonne occlusive vélaire voisée [ɡ]. Elle est transcrite avec une kāf ouvert rond ‹ ګ › au Pakistan.
En persan, ‹ گ › représente une consonne occlusive vélaire voisée [ɡ] ou une consonne nasale vélaire voisée [ŋ], selon le dialecte.
Elle a aussi anciennement été représentée avec ‎ګ, ‎ػ, ‎ݣ, ‎ؼ, ou encore ‎ݿ, ‎ڭ, ‎ڮ.
En turc ottoman, ‹ گ ›, appelé gāf ou kāfi ʾadjemī, correspond au son /g/, soit ‹ g › ou ‹ ğ › en turc moderne.